# Бета-Ситостерин
β-Ситостерин (бета-ситостерин), β-Ситостерол  — вещество растительного происхождения, фитостерин, похожий по структуре на холестерин, является компонентом пищевой добавки E499.

## Физические свойства
β-Ситостерин представляет собой белый воскообразный порошок с характерным запахом. Это гидрофобное вещество, растворимое в спиртах.

## Нахождение в природе и пищевых продуктах
β-Ситостерол широко распространён в растениях и представлен в растительных маслах, орехах, авокадо и готовых продуктах.

## Исследования роли у человека
β-Ситостерин исследуется в рамках его потенциала в снижении доброкачественной гиперплазии предстательной железы и уровня холестерина в крови.

## В патологии
При редком наследственном аутосомно-рецессивном заболевании фитостеринемии повышается всасываемость фитостеринов в кишечнике и нарушается их выведение с желчью. Заболевание сопровождается повышенным уровнем холестерина.

## Предшественник болденона
Будучи стероидом, β-ситостерин является предшественником анаболического стероида болденона. Ундесиленат болденона рутинно используется в ветеринарии для стимулировании роста скота, а также в качестве анаболического стероида в бодибилдинге и допинга в спорте. В некоторых случаях оказывалось, что атлеты с положительными пробами на болденон не использовали болденон, а потребляли продукты, богатые β-ситостерином